# Gérard Depardieu
Gérard Xavier Marcel Depardieu (Châteauroux, 27 de dezembro de 1948) é um ator e cineasta francês. É também empresário, principalmente no ramo da viticultura. Foi agraciado com o título nobiliárquico de chevalier pela Ordem Nacional da Legião de Honra e pela Ordem Nacional do Mérito. Em 2012 renunciou a cidadania francesa e em janeiro de 2013, recebeu a cidadania russa, tornando-se embaixador cultural de Montenegro no mesmo mês. 
Suas atuações em O Último Metro, Jean de Florette e Cyrano de Bergerac o alçaram ao posto de "galã" e lhe renderam diversos prêmios e indicações. Ao longo da carreira, Depardieu interpretou os mais variados personagens nas mais diversas produções, tornando-se "o ator mais requisitado da França", e também conhecido por trabalhar com os principais cineastas franceses.
Sua atuação na comédia Green Card lhe rendeu um Globo de Ouro e, posteriormente, atuou em vários filmes de Hollywood, como 1492: Conquest of Paradise, Hamlet, The Man in the Iron Mask, My Father the Hero, Bogus e Life of Pi. A imagem de Depardieu também se popularizou com a interpretação de Obelix nas versões live-action da franquia Asterix.

## Biografia

### Infância e juventude
Com origens humildes, é filho de um operário metalúrgico. Antes de ser considerado "o presente francês para o cinema", ou ainda, "o Robert De Niro francês", o terceiro dos seis filhos abandonou a escola aos 12 anos, fugiu de casa e viveu com prostitutas. A vida delinquente e vândala de Depardieu se estendeu até os seus 16 anos de idade, quando foi incentivado por uma assistente social a sair das ruas e investir numa carreira artística. Desde então, começou a marcar presença nos palcos de teatros parisienses, e daí a começar a participar de filmes foi mera questão de tempo.

## Carreira

### Teatro
Sua carreira de ator teve início quando pôs os pés no Theatre Nationale Populaire (TNP), em Paris. Depois de fazer alguns testes e mostrar talento suficiente para continuar atuando, começou a participar de pequenas peças num café-teatro chamado Cafe de la Gare, ao lado do ator Patrick Dewaere e da atriz Miou-Miou. Depardieu trabalhou no teatro em mais de quinze peças, dentro as quais algumas produções de Marguerite Duras, Peter Handke, David Strey, Israel Horowitz, Moliere, Nathalie Sarraute, e muitos outros. Mas foi no cinema onde conseguiu, realmente, o reconhecimento pelo seu talento.

### Cinema
Estreou no cinema ainda adolescente, com a curta-metragem Le Beatnik et le Minet (1965). Depois de atuar em pequenos papéis, populariza-se em Os Corações Loucos (1974). Na década de 1980 consolida-se como um importante ator francês, por suas performances nos filmes Cyrano (1990) e Le dernier métro. O último valeu-lhe igualmente de Melhor Ator Estrangeiro. Depardieu ganhou o César (o Óscar francês) de melhor ator, além de hoje ser dono de um dos maiores títulos franceses, que é o de Chevalier du Legion d´Honneur (Cavaleiro da Legião da Honra). O seu porte favorece igualmente a sua interpretação do herói dos quadrinhos Obélix em Astérix e Obélix Contra César, adaptação para o cinema da obra de Goscinny e Uderzo. O filme foi um enorme sucesso na França e no mundo, sendo continuado em 2002 por Asterix & Obelix: Missão Cleópatra.
Nos anos 1980 e 90, Depardieu se estabeleceria como um dos maiores atores de todo o mundo. Em 1976, Bernardo Bertolucci dá-lhe um papel especial no filme 1900, a partir do qual surgem mais e mais convites de diretores famosos como André Téchiné (Barocco, 1976), Marguerite Duras (Le Camion, 1977) e Bertrand Blier (Préparez vos Mouchoirs, 1978). Em 1980, foi indicado ao César de melhor ator pelo filme O Último Metrô (Le Dernier Metro, 1980), dirigido por François Truffaut, onde contracena com a atriz Catherine Deneuve.

### Anos 80 e 90
Em 1981, Gerard Depardieu participa do filme La Chèvre, dirigido por Francis Veber (roteirista da segunda versão do filme La Cage aux folles, e diretor da comédia Le placard, de 2001, da qual Depardieu também faz parte). Esta comédia dá origem à trilogia composta pelos outros filmes, Les Compères (1983) e Les Fugitives (1986), ambos também dirigidos por Veber. A década de 1990 pode ser considerada uma época dourada na carreira do ator, que continuou trabalhando com os mais famosos cineastas europeus.
Dentre muitos personagens de destaque, Depardieu interpretou, em 1982, o revolucionário Danton, no filme de mesmo nome, dirigido por um dos maiores cineastas poloneses, Andrzej Wajda. Tornou-se conhecido do público americano com os filmes The Return of Martin Guerre (1982), Jean de Florette (1986) e Camille Claudel (1988). Em 1990, protagonizou a comédia romântica GreenCard (1990), de Peter Weir, ao lado de Andie MacDowell, papel que lhe fez conquistar de vez o público norte-americano.
Em 1990, um escândalo envolveu o nome do ator que, até então, estava acostumado apenas a atuar no círculo de cinema europeu. Neste ano, protagonizou o filme Cyrano (Cyrano de Bergerac), drama dirigido pelo cineasta francês Jean-Paul Rappeneau que lhe valeu uma indicação ao Oscar de melhor ator. Depardieu era apontado como favorito a levar o prêmio, mas um terrível engano na publicação de uma declaração sua o afastou do favoritismo. Num artigo publicado pela revista norte-americana Time, o ator declarava que havia presenciado um estupro, o que foi erroneamente traduzido para o inglês como "eu participei de um estupro". O equívoco afastou o ator do merecido prêmio, como também de outras produções - tudo devido ao fato de a revista Time não ter reparado o erro. Ainda por "Cyrano" o ator recebeu sua segunda indicação ao César. Outros de seus memoráveis filmes são 1492 - A Conquista do Paraíso (1992), lançado pela Paramount para celebrar os 500 anos do descobrimento da América pelo navegador italiano Cristóvão Colombo, Os Miseráveis (2000) e 102 Dálmatas (2000), grandes sucessos de público. O ator já ganhou o Leão de Ouro pelo conjunto de sua carreira (em 1997). Sua participação no filme Asterix e Obelix contra César (1999), como Obelix, fez tanto sucesso que ele volta a participar da continuação do mesmo, Asterix e Obelix: Missão Cleópatra (2002).

## Vida pessoal

### Casamentos e filhos
Entre 1970 a 1996, Depardieu foi casado com a atriz Élisabeth Depardieu. O nome foi revertido para o nome de solteira, Élisabeth Guignot, após o divórcio em 1996. O casamento tem dois filhos, Guillaume e Julie, também atores. Depardieu tem mais uma filha, chamada Roxane, nascido em janeiro de 1992. A mãe, Karine Silla foi uma ligação extraconjugal de Depardieu. Em 1998 ele se casou com a bem conhecida atriz Carole Bouquet, uma amiga de longa data. Mas este casamento também terminou em divórcio em 2005. De três mulheres Depardieu tem agora quatro filhos.

### Cidadania russa

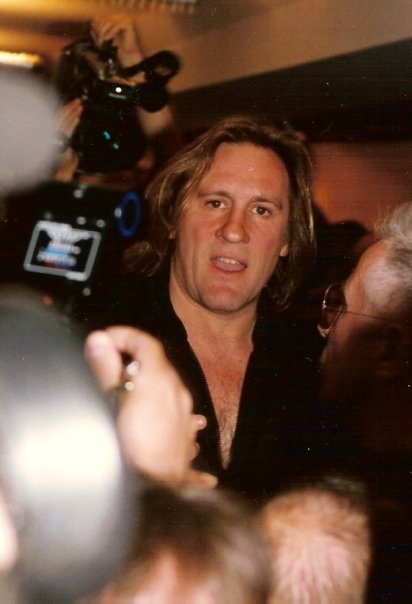
Gérard Depardieu no Festival de Cannes, em 1994.

Em 2012 renunciou formalmente a sua cidadania francesa devido a discordâncias ideológicas com o governo socialista de François Hollande. Em 3 de Janeiro de 2013 foi-lhe atribuída a cidadania russa pelo presidente Vladimir Putin.

### Alcoolismo
Em Setembro de 2014, Depardieu disse:
| “ | Quando me aborrece e nesses dias pode chegar a esvaziar 14 garrafas de vinho. | ” |
Evitou o uso da palavra "alcoólico" para se descrever. Numa entrevista que concedeu em novembro de 2015 admitiu ter problemas com a bebida.

### Conversão ao Cristianismo Ortodoxo Russo
Em setembro de 2020, Depardieu se converteu ao Cristianismo Ortodoxo Russo, afirmando que sua decisão foi tomada por suas "conexões" com o clero ortodoxo russo e pelo seu "gosto pela liturgia ortodoxa".

### Acusações de Agressão Sexual
Em 29 de abril de 2024, Gérard Depardieu foi preso após acusações de agressão sexual. Ele ficou sob custódia e interrogatório sobre as denúncias. Em 2015, ele teria abusado de uma assistente de direção de Le Magicien et les Siamois e, seis anos depois, de uma decoradora que trabalhou na produção do filme Les Volets Verts.
Em dezembro de 2023, Ruth Baza es fr , jornalista e escritora espanhola, apresentou uma queixa contra Gérard Depardieu por um estupro que teria ocorrido em 1995 em Paris, quando ela estava entrevistando o ator para a revista Cinemanía.
Em 10 de setembro de 2023, a atriz Hélène Darras apresentou uma queixa de agressão sexual contra Gérard Depardieu. Ela o acusa de tê-la "apalpado" em 2007 no set do filme Disco, de Fabien Onteniente, enquanto ela era figurante no filme.
Em abril de 2023, a jornalista do Mediapart Marine Turchi publicou os depoimentos de treze mulheres (atrizes, maquiadoras ou técnicas) acusando Gérard Depardieu de violência sexual durante onze filmagens entre 2004 e 2022 ou em locais ao ar livre, bem como a observação de algumas testemunhas das agressões.
A 5 de junho de 2019, Emmanuelle Debever acusou Gérard Depardieu de assédio sexual em sua conta no Facebook. Ela relatou a agressão sofrida em 1982, durante as filmagens de O caso Danton: o Processo da Revolução, do diretor Andrezj Wajda.
A atriz Charlotte Arnould denunciou dois estupros cometidos na casa de Gérard Depardieu em Paris, em agosto de 2018, e o caso foi levado aos tribunais. Depardieu foi indiciado por estupro e agressão sexual em 2020.

### Condenação por assédio sexual
Em 13 de maio de 2025, Depardieu foi condenado pela Justiça francesa por assediar sexualmente duas mulheres durante as gravações do filme Les Volets Verts, do diretor Jean Becker, em 2021.
Em sua defesa, Gérard Depardieu reconheceu que havia usado linguagem vulgar durante as filmagens, e que agarrou os quadris de uma vítima durante uma discussão, mas negou que seu comportamento fosse sexual.
Também foi imposta condenação de inabilitação para exercer cargos públicos, bem como a inscrição do nome do ator nos registros de criminosos sexuais da França.
Segundo seus advogados, o ator irá apelar da condenação.

## Filmografia
- 1965 - Le beatnik et le minet

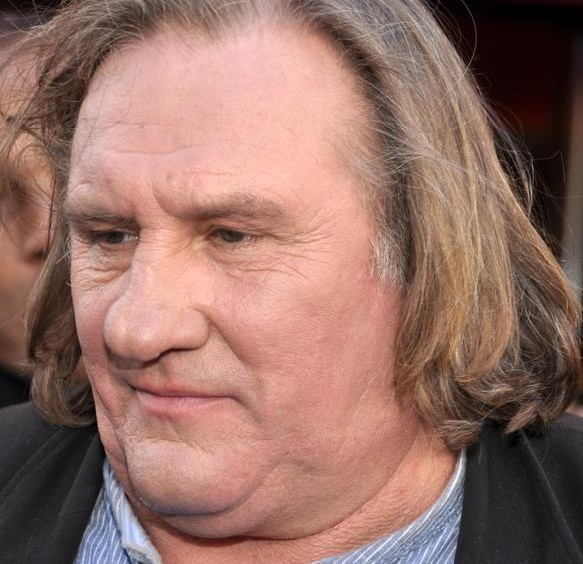
Gérard Depardieu em 2012

- 1970 - Le cri du cormoran, le soir au-dessus des jonques
- 1971 - Un peu de soleil dans l'eau froide
- 1972 - La scoumoune
- 1972 - Nathalie Granger
- 1972 - Lune lune coquelune
- 1972 - L'an 01
- 1972 - L'affaire Dominici
- 1972 - Le viager
- 1972 - Le tueur
- 1973 - Les gaspards (Os alegres subterrâneos de Paris - Não entre pelo buraco)
- 1973 - Au rendez-vous de la mort joyeuse
- 1973 - Deux hommes dans la ville
- 1974 - Vincent, François, Paul... et les autres
- 1974 - Les valseuses
- 1974 - La femme du Gange
- 1974 - Rude journée pour la reine
- 1974 - Pas si méchant que ça
- 1974 - Stavisky... (Stavisky, o Grande Jogador)
- 1975 - Sept morts sur ordennance
- 1975 - Maîtresse
- 1976 - René la canne
- 1976 - Les plagues de l'Atlantique
- 1976 - Baxter, Vera Baxter
- 1976 - Je t'aime... moi non plus
- 1976 - La dernière femme
- 1976 - Novecento (1900)
- 1976 - Barocco (Barocco - Escândalo de 1ª Página)
- 1977 - Violanta
- 1977 - La nuit tous les chats sont gris
- 1977 - Die Linkshändige Frau
- 1977 - Dites-lui que je l'aime
- 1977 - Ciao maschio (Adeus Macho)
- 1977 - Le camion
- 1978 - Le sucre
- 1978 - Préparez vos mouchoirs (Preparem seus lenços)
- 1978 - L'ingorgo - una storia impossibile (O Grande Engarrafamento)
- 1978 - Les chiens
- 1979 - Temporale Rosy
- 1979 - Buffet froid
- 1980 - Mon oncle d'Amérique (Meu Tio da América)
- 1980 - Je vous aime
- 1980 - Inspecteur la Bavure
- 1980 - Le dernier métro (O Último Metrô)
- 1980 - Loulou (Loulou)
- 1981 - La chèvre
- 1981 - Le choix des armes (A Escolha das Armas)
- 1981 - La femme d'à côté (A Mulher do Lado)
- 1982 - Le retour de Martin Guerre
- 1982 - Danton (Danton - O Processo da Revolução)
- 1982 - Le grand frère
- 1983 - La lune dans le caniveau (A Lua na Sarjeta)
- 1983 - Les compères
- 1984 - Fort Saganne (Forte Saganne)
- 1984 - Le tartuffe
- 1984 - Rive droite, rive gauche
- 1985 - Police (Polícia)
- 1985 - Une femme ou deux
- 1986 - Tenue de soirée (Traje de Noite)
- 1986 - Jean de Florette (Jean de Florette)
- 1986 - Je hais les acteurs
- 1986 - Rue du Départ
- 1986 - Les fugitifs
- 1987 - Sois le soleil de Satan
- 1988 - Drôle d'endroit pour une rencontre
- 1988 - Camille Claudel (Camille Claudel)
- 1989 - Deux (Ele e Ela)
- 1989 - Trop belle pour toi (Linda Demais para Você)
- 1989 - I Want to Go Home (Quero ir para Casa)
- 1990 - Green Card (Green Card - Passaporte para o Amor)
- 1990 - Cyrano de Bergerac (Cyrano)
- 1990 - Uranus
- 1991 - Merci la vie
- 1991 - Mon père ce héros
- 1991 - Todas as Manhãs do Mundo
- 1992 - From Time to Time
- 1992 - 1492: Conquest of Paradise (1492 - A Conquista do Paraíso)
- 1993 - François Truffaut: Portraits volés
- 1993 - Hélas pour moi
- 1993 - Germinal (Germinal)
- 1994 - My Father, the Hero (Meu Pai Herói)
- 1994 - A Pure Formality (Uma Simples Formalidade)
- 1994 - Colonel Chabert (Coronel Chabert - Amor e Mentiras)
- 1994 - La machine (Memórias do Mal)
- 1995 - Élisa (Elisa, em sua Honra)
- 1995 - Les cent et une nuits de Simon Cinéma
- 1995 - Les anges gardiens
- 1995 - Le garçu
- 1996 - Unhook the Stars (De Bem com a Vida)
- 1996 - Bogus (Bogus - Meu Amigo Secreto)
- 1996 - The Secret Agent (O Agente Secreto)
- 1996 - Le plus beau métier du monde (Nosso Professor é um Herói)
- 1996 - Hamlet (Hamlet)
- 1997 - XXL
- 1998 - The Man in the Iron Mask (O Homem da Máscara de Ferro)
- 1998 - Notes of Love
- 1998 - Bimboland
- 1999 - Wings Against the Wind
- 1999 - Passionnément
- 1999 - Mirka
- 1999 - Astérix et Obélix contre César (Asterix e Obelix contra César)
- 1999 - Un pont entre deux rives
- 1999 - Balzac (TV)
- 2000 - Tutto l'amore che c'è
- 2000 - Les acteurs
- 2000 - 102 Dalmatians (102 Dálmatas)
- 2000 - Le secret de la femme blanche (TV)
- 2000 - Les misérables (TV)
- 2000 - Vatel (Vatel - Um Banquete para o Rei)
- 2000 - Berenice
- 2000 - Zavist Bogov
- 2001 - Vidocq (Vidocq)
- 2001 - Le placard (O Closet)
- 2001 - Concorrenza sleale (Concorrência Desleal)
- 2001 - CQ
- 2001 - Streghe verso nord
- 2002 - City of ghosts (Cidade Fantasma)
- 2002 - Astérix & Obélix: Mission Cléopâtre (Asterix e Obelix: Missão Cleópatra)
- 2002 - Between Strangers (Desejo de Liberdade)
- 2002 - I Am Dina
- 2002 - Aime ton père (Meu Pai, Meu Filho)
- 2002 - Napoléon (TV)
- 2002 - Blanche
- 2002 - Ruy Blas (TV)
- 2003 - Le pacte du silence
- 2003 - Crime Spree
- 2003 - Bon voyage (Viagem do Coração)
- 2003 - Nathalie... (Nathalie X)
- 2003 - Tais-toi (Dupla Confusão)
- 2003 - Les clefs de bagnole
- 2003 - Volpone (TV)
- 2004 - La femme musketeer (TV)
- 2004 - RRRrrrr!!! (RRRrrrr!!! - Na Idade da Pedra)
- 2004 - San Antonio (O Sumiço do Presidente)
- 2004 - Nouvelle France (O Pecado da Fé)
- 2004 - 36 (36 quai des orfèvres)
- 2004 - Les temps qui changent
- 2005 - La vie de Michel Muller est plus belle que la vôtre
- 2005 - Je préfére qu'on reste amis
- 2005 - Boudu (Boudu - Um Hóspede muito Folgado)
- 2005 - Les rois maudits (TV)
- 2005 - Combien tu m'aimes? (Por Amor ou Por Dinheiro?)
- 2005 - Olé!
- 2006 - Last Holiday (As Férias da Minha Vida)
- 2006 - Quand j'étais chanteur (Quando Eu Era Cantor)
- 2006 - Amici miei '400
- 2006 - Paris, je t'aime (Paris, eu te amo)
- 2007 - La môme (Piaf - Um Hino ao Amor)
- 2007 - Michou d'Auber
- 2008 - Astérix nos Jogos Olímpicos
- 2008 - Les Enfants de Timpelbach
- 2008 - Babylon A.D. (Missão Babilônia)
- 2010 - Mamuth
- 2011 - Minhas Tardes com Margueritte
- 2012 - As Aventuras de Pi
- 2012 - Astérix e Obélix : Ao serviço de Sua Majestade
- 2012 - L'Homme Qui Rit
- 2013 - La Marque des Anges
- 2013 - A Farewell To Fools (Os Reformados)
- 2014 - Welcome to New York (Bem-vindo a Nova Iorque)
- 2014 - Viktor
- 2015 -	Valley of Love (O Vale do Amor)
- 2016 - Saint-Amour
- 2017 - Sólo se vive una vez
- 2021 - Illusions perdues[20]
- 2022 - Maison de retraite